# Agalianós
Agalianós, en grec moderne : Αγαλιανός, est un village du dème d'Ágios Vasílios, de l'ancienne municipalité de Lámpi, dans le district régional de Réthymnon, en Crète, en Grèce. Selon le recensement de 2011, la population d'Agalianós compte 55 habitants. Le village est situé au pied sud-ouest du mont Sidérotas, à une distance d'environ 50 km de Réthymnon et à une altitude de 280 mètres, surplombant la mer de Libye.

## Source de la traduction
- (el) Cet article est partiellement ou en totalité issu de l’article de Wikipédia en grec moderne intitulé « Αγαλιανός Ρεθύμνου » (voir la liste des auteurs).